# Trimerotropis salina
Trimerotropis salina är en insektsart som beskrevs av Mcneill 1901. Trimerotropis salina ingår i släktet Trimerotropis och familjen gräshoppor. Inga underarter finns listade i Catalogue of Life.